# Jim Jones at Botany Bay
"Jim Jones at Botany Bay", Roud 5478 är en traditionell australisk folkballad från tidigt 1800-tal. Berättaren Jim Jones befinns skyldig till tjuvjakt och döms att förflyttas till straffkolonin Botany Bay i New South Wales. Under överfarten attackeras skeppet av pirater, men besättningen lyckas undfly dem. När berättaren påpekar att han hellre än att färdas till Botany Bay skulle ha anslutit sig till piraterna eller rent av drunknat, påminns Jones av sina fångvaktare om att varje ofog kommer att straffas med piskrapp. I den sista versen beskriver Jones det dagliga slitet och försämringen av livet som en fånge i Australien. Han drömmer om att ansluta sig till bushrangers (fredlösa förrymda fångar) och få sin hämnd.

## Text
En version av de traditionella versionerna visas nedan. 
Come gather round and listen lads, and hear me tell m' tale,

How across the sea from England I was condemned to sail.

The jury found me guilty, and then says the judge, says he,

Oh for life, Jim Jones, I'm sending you across the stormy sea.

But take a tip before you ship to join the iron gang,

Don't get too gay in Botany Bay, or else you'll surely hang.

"Or else you'll surely hang", he says, and after that, Jim Jones,

Way up high upon yon gallows tree, the crows will pick your bones.
Our ship was high upon the seas when pirates came along,

But the soldiers on our convict ship were full five hundred strong;

They opened fire and so they drove that pirate ship away

But I'd rather joined that pirate ship than gone to Botany Bay.

With the storms a-raging round us, and the winds a-blowing gales

I'd rather drowned in misery than gone to New South Wales.

There's no time for mischief there, remember that, they say

Oh they'll flog the poaching out of you down there in Botany Bay.
Day and night in irons clad we like poor galley slaves 

Will toil and toil our lives away to fill dishonored graves 

But by and by I'll slip m' chains and to the bush I'll go 

And I'll join the brave bushrangers there, Jack Donahue and Co.

And some dark night all is right and quiet in the town,

I'll get the bastards one and all, I'll gun the floggers down. 

I'll give them all a little treat, remember what I say 

And they'll yet regret they sent Jim Jones in chains to Botany Bay.

## Inspelningar
- Ewan MacColl, "Jim Jones at Botany Bay" (på "Convicts and Currency Lads" 1957)
- Marian Henderson, "Jim Jones of Botany Bay" (PIX magazine EP, 1964)
- Gary Shearston, "Jim Jones at Botany Bay" (på "Folk Songs and Ballads of Australia" 1964)
- A. L. Lloyd, "Jim Jones at Botany Bay" (på "The Great Australian Legend" 1971)
- Bob Dylan, "Jim Jones" (på Good as I Been to You, 1992)
- Martin Carthy, "Jim Jones in Botany Bay" (på Signs of Life, 1999)
- Mick Thomas and the Sure Thing, "Jim Jones at Botany Bay" (på Dead Set Certainty, 1999)
- Martyn Wyndham-Reed, "Jim Jones at Botany Bay" (på Undiscovered Australia, 19xx)
- The Currency, "Jim Jones" (på "888", 2008)
- Mawkin:Causley, "Botany Bay" (på Cold Ruin, 2008)
- Chloe and Jason Roweth, "Jim Jones at Botany Bay" (på Battler's Ballad, Live at Humph Hall, 2012)
- Jennifer Jason Leigh, "Jim Jones at Botany Bay" (på The Hateful Eight, 2015)[3]
- Bill and Joel Plaskett, "Jim Jones" (på Solidarity, 2017)

## Hänvisningar i populärkultur
- I datorstrategispelet Sid Meiers Alien Crossfire används den sista delen av balladen vid val av fraktioner för att beskriva Free Drones, en arbetarfraktion.
- I  filmen The Hateful Eight sjunger Daisy Domergue (Jennifer Jason Leigh) låten med hänvisning till hennes fångenskap och förändrar "And I'll join the brave bushrangers there, Jack Donahue and Co." till "And you'll be dead behind me John when I get to Mexico", speciellt för att besegra hennes tillfångatagare, prisjägaren John Ruth (Kurt Russell). Denna version finns tillgänglig på filmens soundtrack,The Hateful Eight. Filmen utspelar sig under Återuppbyggnadsåldern, flera decennier efter att sången tros ha skrivits[4], men innan den publicerades 1907. Den sjöngs till låten Skibbereen.